# 罗湖 (深圳市)
罗湖是位于中国广东省深圳市罗湖区南湖街道的一个自然村。属罗湖社区管辖。明洪武年间建村。2015年时，户籍人口500人，非户籍外来人口约1万人，祖籍为该村的港澳台同胞约2000人。